# Scopula didymosema
Scopula didymosema là một loài bướm đêm trong họ Geometridae.